# Cooper County
Das Cooper County ist ein County im US-amerikanischen Bundesstaat Missouri. Im Jahr 2020 hatte das County 17.103 Einwohner und eine Bevölkerungsdichte von 11,7 Einwohnern pro Quadratkilometer. Der Verwaltungssitz (County Seat) ist Boonville, das nach Daniel M. und Nathan Boone, den Söhnen von Daniel Boone, die hier in der Gegend im Salz-Geschäft tätig waren, benannt wurde.

## Geografie
Das County liegt nordwestlich des geografischen Zentrums von Missouri am Südufer des Missouri River. Es hat eine Fläche von 1477 Quadratkilometern, wovon 13 Quadratkilometer Wasserfläche sind. An das Cooper County grenzen folgende Nachbarcountys:
| Saline County | Howard County | Boone County    |
| Pettis County |               |                 |
|               | Morgan County | Moniteau County |

## Geschichte
Das Cooper County wurde am 17. Dezember 1818 aus Teilen des Howard County gebildet. Benannt wurde es nach Sarshall Cooper, der 1814 von Indianern getötet wurde.

## Demografische Daten
Nach der Volkszählung im Jahr 2010 lebten im Cooper County 17.601 Menschen in 6397 Haushalten. Die Bevölkerungsdichte betrug 12 Einwohner pro Quadratkilometer. In den 6397 Haushalten lebten statistisch je 2,47 Personen.
Ethnisch betrachtet setzte sich die Bevölkerung zusammen aus 90,4 Prozent Weißen, 7,1 Prozent Afroamerikanern, 0,4 Prozent amerikanischen Ureinwohnern, 0,5 Prozent Asiaten sowie aus anderen ethnischen Gruppen; 1,6 Prozent stammten von zwei oder mehr Ethnien ab. Unabhängig von der ethnischen Zugehörigkeit waren 1,4 Prozent der Bevölkerung spanischer oder lateinamerikanischer Abstammung.
22,1 Prozent der Bevölkerung waren unter 18 Jahre alt, 62,6 Prozent waren zwischen 18 und 64 und 15,3 Prozent waren 65 Jahre oder älter. 47,3 Prozent der Bevölkerung war weiblich.

Das jährliche Durchschnittseinkommen eines Haushalts lag bei 42.586 USD. Das Pro-Kopf-Einkommen betrug 19.234 USD. 14,3 Prozent der Einwohner lebten unterhalb der Armutsgrenze.

## Ortschaften im Cooper County
Citys
| - Blackwater - Boonville - Bunceton | - Otterville - Pilot Grove - Prairie Home |

Villages
- Windsor Place
- Wooldridge

Unincorporated Communities
| - Bellair - Billingsville - Chouteau Springs - Clarks Fork - Clifton City | - Hoffman - Lamine - Lone Elm - Merna - New Lebanon | - Overton - Pisgah - Pleasant Green - Pleasant Grove - Speed |

## Gliederung
Das Cooper County ist in 14 Townships eingeteilt:
| Township             | Einwohner (2010) | FIPS     |
| -------------------- | ---------------- | -------- |
| Blackwater Township  | 387              | 29-06166 |
| Boonville Township   | 10.371           | 29-07336 |
| Clark Fork Township  | 655              | 29-14122 |
| Clear Creek Township | 417              | 29-14626 |
| Kelly Township       | 716              | 29-38198 |
| Lamine Township      | 268              | 29-40502 |
| Lebanon Township     | 329              | 29-41150 |

| Township                | Einwohner (2010) | FIPS     |
| ----------------------- | ---------------- | -------- |
| North Moniteau Township | 255              | 29-53156 |
| Otterville Township     | 852              | 29-55496 |
| Palestine Township      | 396              | 29-56000 |
| Pilot Grove Township    | 1222             | 29-57620 |
| Prairie Home Township   | 682              | 29-59744 |
| Saline Township         | 840              | 29-65306 |
| South Moniteau Township | 211              | 29-68978 |